# Тукан (село)
Тука́н (рос. Тукан, башк. Тоҡан) — село (колишнє смт) у складі Бєлорєцького району Башкортостану, Росія. Адміністративний центр Туканської сільської ради.
До 17 грудня 2004 року село мало статус смт і підпорядковувалось місту Бєлорєцьк.
Населення — 1331 особа (2010; 1850 в 2002).